# Jean-François Hennequin (gouverneur)
Pour les articles homonymes, voir Jean-François Hennequin et Hennequin.
Jean François Hennequin (Wassigny, 19 octobre 1772 - Gingelom, 28 octobre 1846) est un homme politique belge de tendance libérale. Il fut bourgmestre de Maastricht et gouverneur de la province de Limbourg (1831-1834).

## Biographie
Hennequin étudia le droit à Paris. Il interrompit ses études en 1792 pour rejoindre l'armée française en tant que volontaire. Il quitta l'armée en 1796 avec le grade de capitaine. Il fut commissaire du directoire exécutif dans le canton de Rolduc, puis fut conseiller de préfecture du département de la Meuse-Inférieure.
Après 1815, il siégea à la députation des états de la province de Limbourg et devint membre des États généraux en 1817, fonction dont il démissionna. En 1819, il devint membre du conseil de régence de Maastricht et devint bourgmestre de cette ville en 1820. Il commença alors à s'opposer ouvertement à la politique du gouvernement de Guillaume Ier des Pays-Bas, ce qui lui valut d'être poursuivi devant la cour d'assises de Liège. Il y fut défendu par Charles Destouvelles, Étienne de Sauvage et Érasme-Louis Surlet de Chokier et finalement acquitté.
Après la révolution de 1830, il devint conseiller communal à Liège et en même temps membre du Congrès national et député libéral. À partir de 1831, il fut gouverneur de la province de Limbourg. En 1834, Barthélémy de Theux de Meylandt le démit de ce poste en tant que ministre de l'Intérieur.
Il hérita des biens de son ami Surlet de Chokier à la mort de celui-ci, en 1839. Quand Hennequin décéda, il fut enterré aux côtés de ce dernier.